# زوتشيتل غوميز
زوتشيتل غوميز (29 أبريل 2006.-)، ممثلة أمريكية. اشتهرت بدور(أمريكا تشافيز) في فيلم عالم مارفل السينمائي دكتور سترينج في الأكوان المتعددة المجنونة (2022)، لعبت أيضًا دور (داون شافر) في الموسم الأول من سلسلة نيتفليكس نادي جليسات الأطفال (مسلسل تلفزيوني 2020).